# 백일홍
백일홍(百日紅)은 국화과에 속하는 한해살이풀이다. 학명은 Zinnia elegans이고, 영명은 Common Zinnia dahlia Flowered이다. 원산지는 북아메리카로, 관상용으로 널리 재배한다. 백일홍이라는 이름은 화기가 길어 백일 동안 붉게 핀다는 뜻에서 유래한 것이다. 백일홍의 꽃말은 인연이다.

## 생태
크기는 60-90cm이다. 잎은 마주나고 난형으로 잎자루가 없으며 가장자리가 밋밋하고 털이 있어 거칠다. 꽃은 6-10월에 피고 두화는 긴 꽃줄기 끝에 1개씩 달리며 지름 5-15cm로 가지각색이다. 총포편은 둥글고 끝이 둔하며 윗가장자리가 검은색이다. 7~10월에 줄기 끝 또는 잎겨드랑이에서 꽃줄기가 나와 빨강, 노랑, 보라, 흰색, 옅은 노랑 등 여러 가지 빛깔의 두상화가 오랫동안 피고, 번식력도 좋다. 꽃의 초장은 60~80cm 정도이고, 직경은 5~7cm 내외로서 꽃이 다화성이다.

### 재배 품종
품종은 주로 꽃의 크기에 따라서 대륜·중륜·소륜으로 나눈다. 꽃은 본래 자주색 또는 보라색이었으나 원예품종에는 초록색 및 하늘색을 제외한 여러 가지 색의 것이 있다. 종자로 번식한다. 백일홍은 본래 보잘것없는 잡초였으나 독일 출신의 진(Zinn)이 발견한 이래 인도·프랑스·영국·미국의 화훼가들의 손을 거쳐 개량되었다. 한국에서는 이재위(李載威)의 <물보(物譜)>에 나오는 것으로 보아 정확한 도래경로는 알 수 없으나 1800년 이전부터 관상용으로 재배되고 있었음을 알 수 있다. 
백일홍은 화색이 다양할 뿐 아니라 초여름부터 서리가 내릴 때까지 피므로 관상용 원예식물로 알맞다. 일반에서는 배롱나무도 백일홍이라 하여 혼용되고 있으나 이는 전혀 다른 식물이다. 
파종기는 3월에서 5월이며, 개화기는 6월에서 10월이다. 발아온도는 15~20도이며 본잎 4~5매 일 때 30cm사방으로 정식한다. 토질은 그다지 가리지 않으나 꽃이 계속해서 피는 만큼 거름기가 끊어지지 않게 때때로 깻묵 썩은 것을 주도록 한다. 물을 너무 많이 주어 토양이 습해지면 노균병에 걸리기 쉽다.

## 문화
백일홍의 한자를 해석하면 '백일 간 피어 있는다', '백일 간 잎사귀를 핀다'라는 뜻이므로 오래 산다는 의미가 있다. 카니발에서는 춤추는 사람에게 백일홍을 떼어 던지기도 한다. 흑인 오르페라는 브라질의 영화에서 벤치 위에 백일홍이 널려져 있는 장면이 나오기도 한다.

## 참고 문헌
- 이 문서에는 다음커뮤니케이션(현 카카오)에서 GFDL 또는 CC-SA 라이선스로 배포한 글로벌 세계대백과사전의 내용을 기초로 작성된 글이 포함되어 있습니다.